# Fitzpatrick (Familienname)
Fitzpatrick oder FitzPatrick ist ein englischer Personenname.

## Namensträger

### A
- Alan Fitzpatrick, britischer DJ und Produzent

### B
- Becca Fitzpatrick (* 1979), US-amerikanische Autorin
- Benjamin Fitzpatrick (1802–1869), US-amerikanischer Politiker
- Bernard Fitzpatrick, 2. Baron Castletown (1849–1937), britischer Politiker und Offizier
- Brian Fitzpatrick (Autor) (1905–1965), australischer Historiker und Journalist
- Brian Fitzpatrick (Rugbyspieler) (um 1931–2006), neuseeländischer Rugbyspieler
- Brian Fitzpatrick (Politiker, 1945) (* 1945), kanadischer Politiker
- Brian Fitzpatrick (Schauspieler) (* 1957), US-amerikanischer Schauspieler
- Brian Fitzpatrick (Politiker, 1961) (* 1961), schottischer Politiker
- Brian Fitzpatrick (Politiker, 1973) (* 1973), US-amerikanischer Politiker

### C
- Carole FitzPatrick (* 1959), US-amerikanische Sängerin (Sopran)
- Charles Fitzpatrick (1853–1942), kanadischer Richter, Hochschullehrer und Politiker
- Colleen Fitzpatrick (Genealogin) (* 1955), US-amerikanische genetische Genealogin
- Colleen Fitzpatrick (Sängerin) (Vitamin C) (* 1970), US-amerikanische Sängerin und Schauspielerin

### D
- David Fitzpatrick (Historiker) (1948–2019), irischer Historiker
- David Fitzpatrick (Neurobiologe) (* 1952), US-amerikanischer Neurobiologe
- Dermot Fitzpatrick (1940–2022), irischer Politiker
- Desmond Fitzpatrick (1912–2002), britischer General, Vizegouverneur von Jersey

### E
- Emma Fitzpatrick (* 1985), US-amerikanische Schauspielerin und Sängerin

### G
- Geraldine Fitzpatrick (* 1958), australische Informatikerin und Hochschullehrerin
- Greg Fitzpatrick, US-amerikanischer Stuntman und Schauspieler

### H
- Harry Morton Fitzpatrick (1886–1949), US-amerikanischer Botaniker

### J
- James Fitzpatrick (Rugbyspieler) (1892–1973), US-amerikanischer Rugby-Union-Spieler
- James FitzPatrick (Footballspieler) (* 1964), US-amerikanischer American-Football-Spieler
- James M. Fitzpatrick (1869–1949), US-amerikanischer Politiker
- James Percy FitzPatrick (1862–1931), südafrikanischer Schriftsteller und Politiker
- Jim Fitzpatrick (Künstler) (* 1944), irischer Künstler
- Jim Fitzpatrick (Politiker) (* 1952), britischer Politiker
- Jim Fitzpatrick (Schauspieler) (* 1959), US-amerikanischer Schauspieler, Filmproduzent, Filmregisseur, Drehbuchautor und Model sowie ehemaliger American-Football-Spieler
- Jim Fitzpatrick (Sounddesigner), US-amerikanischer Sounddesigner
- Joe FitzPatrick (* 1967), schottischer Politiker
- John Fitzpatrick (Gewerkschafter) (1871–1946), US-amerikanischer Gewerkschaftsfunktionär
- John Fitzpatrick (Fußballspieler, 1875) (1875–??), irischer Fußballspieler
- John Fitzpatrick (Leichtathlet) (1907–1989), kanadischer Leichtathlet
- John Fitzpatrick (Rennfahrer) (* 1943), britischer Automobilrennfahrer
- John Fitzpatrick (Fußballspieler, 1946) (1946–2020), schottischer Fußballspieler
- John Fitzpatrick (Ingenieur), († 2012), irischer Ingenieur und Hochschullehrer
- John Bernard Fitzpatrick (1812–1866), US-amerikanischer Geistlicher, Bischof von Boston
- John Joseph Fitzpatrick (1918–2006), US-amerikanischer Geistlicher, Bischof von Brownsville
- John W. Fitzpatrick (* 1951), US-amerikanischer Ornithologe
- Justin Fitzpatrick (* 1973), irischer Rugby-Union-Spieler

### K
- Kathleen Fitzpatrick (Historikerin) (Kathleen Elizabeth Pitt Fitzpatrick; 1905–1990), australische Historikerin
- Kathleen Fitzpatrick (Diplomatin), US-amerikanische Diplomatin
- Kathleen Fitzpatrick (Medienwissenschaftlerin) (* 1967), US-amerikanische Medienwissenschaftlerin

### L
- Leo Fitzpatrick (* 1978), US-amerikanischer Schauspieler

### M
- Mark Fitzpatrick (* 1968), kanadischer Eishockeytorhüter
- Matthew Fitzpatrick (* 1994), englischer Golfsportler
- Menna Fitzpatrick (* 1998), britische Parasportlerin
- Michael Fitzpatrick (Politiker, 1816) (1816–1881), australischer Politiker
- Michael Fitzpatrick (Politiker, 1893) (1893–1968), irischer Politiker (Clann na Poblachta)
- Michael Fitzpatrick (Politiker, 1942) (1942–2011), irischer Politiker (Fianna Fáil)
- Michael Fitzpatrick (Rugbyspieler) (* 1950), irischer Rugby-Union-Spieler
- Michael Fitzpatrick (Sänger) (* 1970), französisch-amerikanischer Musiker und Sänger (Fitz and the Tantrums)
- Michael J. Fitzpatrick (* 1957), US-amerikanischer Politiker
- Mike Fitzpatrick (1963–2020), US-amerikanischer Politiker
- Minkah Fitzpatrick (* 1996), US-amerikanischer American-Football-Spieler
- Morgan Cassius Fitzpatrick (1868–1908), US-amerikanischer Politiker

### P
- Peter Fitzpatrick (* 1962), irischer Politiker

### R
- Rory Fitzpatrick (* 1975), US-amerikanischer Eishockeyspieler
- Ryan Fitzpatrick (* 1982), US-amerikanischer American-Football-Spieler

### S
- Seamus Davey-Fitzpatrick (* 1998), US-amerikanischer Schauspieler
- Sean Fitzpatrick (* 1963), neuseeländischer Rugby-Union-Spieler
- Sheila Fitzpatrick (* 1941), australisch-US-amerikanische Historikerin
- Stephen Fitzpatrick (* um 1968), britischer Harfenist

### T
- Thomas Fitzpatrick (Pelzhändler) (1799–1854), US-amerikanischer Trapper
- Thomas Benjamin Fitzpatrick (1896–1974), US-amerikanischer Marineoffizier und Politiker
- Thomas Bernard Fitzpatrick (1919–2003), US-amerikanischer Dermatologe
- Thomas J. Fitzpatrick (Politiker, 1918) (1918–2006), irischer Politiker (Fine Gael)
- Thomas J. Fitzpatrick (Politiker, 1926) (* 1926), irischer Politiker (Fianna Fáil)
- Thomas Y. Fitzpatrick (1850–1906), US-amerikanischer Politiker
- Tony Fitzpatrick (* 1956), schottischer Fußballspieler und -trainer